# Североизточнобългарска тънкорунна овца
Североизточнобългарска тънкорунна овца е българска порода овце с предназначение добив на вълна и месо.

## Разпространение
Породата е разпространена в стопанства в селища, намиращи се в областите Добрич, Силистра, Русе и Разград и равнинните райони на областите Шумен, Варна и Търговище. Породата е създадена чрез сложно възпроизводително кръстосване на местни породи овце с кочове от тънкорунни породи овце. За основа са послужили местни добруджански овце, медночервена шуменска овца и овцете от местната свищовска овца, развъждани в Русенско. Тези овце са кръстосвани с кочове от породата Меринофлайш, като получените кръстоски са заплождани с кочове от породите Асканийска овца и Кавказки меринос. Призната е за порода през 1975 г.
Към 2008 г. броят на представителите на породата е бил 22 900 индивида.
Рисков статус – няма риск.

## Описание
Животните са със здрава конституция и добър екстериор. Главата е с права профилна линия, шията е замускулена. Гръдният кош е широк и дълбок, а гърбът е равен и дълъг. Краката са здрави.
Руното е бяло и затворено. Краката, главата и корема са добре зарунени.
Овцете са с тегло 65 – 70 kg, а кочовете 110 – 120 kg. Средният настриг на вълна е 7,5 – 8,5 kg при овцете и 15 – 16 kg при кочовете. Плодовитостта е в рамките на 125 – 135%. Средната млечност за лактационен период е 95 – 100 l.